# Stalking
Stalking (em português, “perseguição insistente”) é um termo em inglês que designa uma forma de violência na qual o sujeito ou sujeitos ativos  invadem repetidamente a esfera de privacidade da vítima, empregando táticas de perseguição e meios diversos, tais como ligações telefônicas, envio de mensagens pelo SMS ou por correio eletrônico, publicação de fatos ou boatos em sites da Internet (cyberstalking), remessa de presentes, espera de sua passagem nos lugares que frequenta, prática de constrangimentos públicos e coletivos direcionados, tratamento de menoscabo, desprezo e inferioridade, xingamentos e gritarias sem razão, apontar defeitos imaginários, menosprezar as suas conquistas e planos, culpar a vítima pelos abusos sofridos, ameaçar, divulgação de boatos mentirosos, divulgação de que a vítima está louca para a sociedade e perdeu a razão, destratar as opiniões da vítima, perseguir e apontar a vítima para terceiros turbarem publicamente, etc. - resultando dano à sua integridade psicológica e emocional, restrição à sua liberdade de locomoção ou lesão à sua reputação. Os motivos dessa prática são os mais variados: erotomania, violência doméstica, inveja, vingança, ódio ou simples brincadeira.

## Origem do termo
A palavra stalking, utilizada na prática de caça, deriva do verbo to stalk, que numa tradução aproximada para o português, corresponde a 'perseguir incessantemente'. No contexto de caça, ocorre quando o predador persegue a presa de forma contínua. Os stalkers perseguem insistentemente outra pessoa, seguindo-a, procurando obter informações sobre ela e tentando  controlar sua vida,  causando-lhe danos psicológicos.

## No mundo
A National Violence Against Women Survey ("Pesquisa Nacional sobre Violência contra as Mulheres"), realizada pelo Center for Policy Research de Denver, Colorado, com patrocínio do National Institute of Justice e dos Centers for Disease Control and Prevention, adotou a seguinte definição de stalking:
Um curso de conduta direcionado a uma pessoa específica e que envolva repetitivas aproximações físicas ou visuais; comunicação não consensual; ameaças verbais, escritas ou implícitas ou uma combinação [dessas táticas], de modo a causar temor a uma pessoa razoável.
Estima-se que, nos Estados Unidos, cerca de 1 milhão de mulheres e 400 mil homens tenham sido vítimas de stalking em 2002. Na Inglaterra, a cada ano, 600 mil homens e 250 mil mulheres são perseguidos. Em Viena, Áustria, desde 1996, existem informes da ocorrência de 40 mil casos; em 2004, em um grupo de mil mulheres entrevistadas por telefone, pelo menos uma em cada quatro foi molestada dessa forma.

## No Brasil
Na legislação brasileira, o stalking era configurado como contravenção penal (perturbação da tranquilidade) até a aprovação e sanção da Lei nº 14.132/2021, que tipificou essa conduta como crime, ao acrescentar o Art. 147-A ao Código Penal, com a seguinte redação:
“Perseguição  Art. 147-A. Perseguir alguém, reiteradamente e por qualquer meio, ameaçando-lhe a integridade física ou psicológica, restringindo-lhe a capacidade de locomoção ou, de qualquer forma, invadindo ou perturbando sua esfera de liberdade ou privacidade. Pena – reclusão, de 6 (seis) meses a 2 (dois) anos, e multa § 1º A pena é aumentada de metade se o crime é cometido: I – contra criança, adolescente ou idoso; II – contra mulher por razões da condição de sexo feminino, nos termos do § 2º-A do art. 121 deste Código; III – mediante concurso de 2 (duas) ou mais pessoas ou com o emprego de arma. § 2º  As penas deste artigo são aplicáveis sem prejuízo das correspondentes à violência. § 3º  Somente se procede mediante representação.” 